# Израильское общество охраны природы
Израильское общество охраны природы (ивр. החברה להגנת הטבע‎) — некоммерческая организация, занимающаяся сохранением окружающей среды в Израиле. Сегодня членами общества являются более 65 тысяч израильских семей. Толчком к созданию организации послужила программа по осушению озера Хула в 1950-е годы.

## Цели
1. Сохранение природных богатств, ландшафтов и историко-культурного наследия человека в Израиле и вообще.
2. Воспитание интереса к природе и родному краю посредством экологического образования, укрепление связи общества с природой и её ценностями
3. Работа с органами власти по повышению их внимания к экологическим темам, продвижение законов по сохранению природы
4. Усиление общественно-экологической позиции
5. Сохранение идейно-экономической независимости, как гарантия добросовестного воплощения целей

## Деятельность
- Профессиональная деятельность — работа на местах, активисты, планирование
- Образовательная деятельность — работа с учениками школ, образовательные программы, подготовленные специалистами общества, сеть «полевых школ», являющихся центрами туризма и экологического воспитания
- Политическая деятельность — лоббирование экологических законов, предотвращение ущерба, наносимого природе
- Юридическая деятельность — подача судебных исков против проектов, опасных для окружающей среды, представление юридических заключений
- Общественная деятельность — Укрепление связи населения с его ближайшей природной средой

## Проекты и кампании
- Прокладка тропы вокруг озера Кинерет
- Сохранение Эйлатского рифа
- Журавли в долине Хула
- Охрана берегов
- Сохранение зелёных массивов и пустынных ландшафтов